# Топка
Топката е предмет, използван в много игри. Обикновено са сферични и кухи, но могат да имат и друга форма като например яйцевидна (в някои игри) или плътни (например в билярда). В повечето игри използващи топка, действието се развива около топката, а тя може да бъде удряна, хвърляна или ритана от играчите. Топките могат да се използват и в по-елементарни игри като жонглирането и др.

## Картинки
- Баскетболна топка.
- Топки за билярд.
- Бейзболна топка.
- Футболна топка.
- Хокей с топка